# 250 v.Chr.

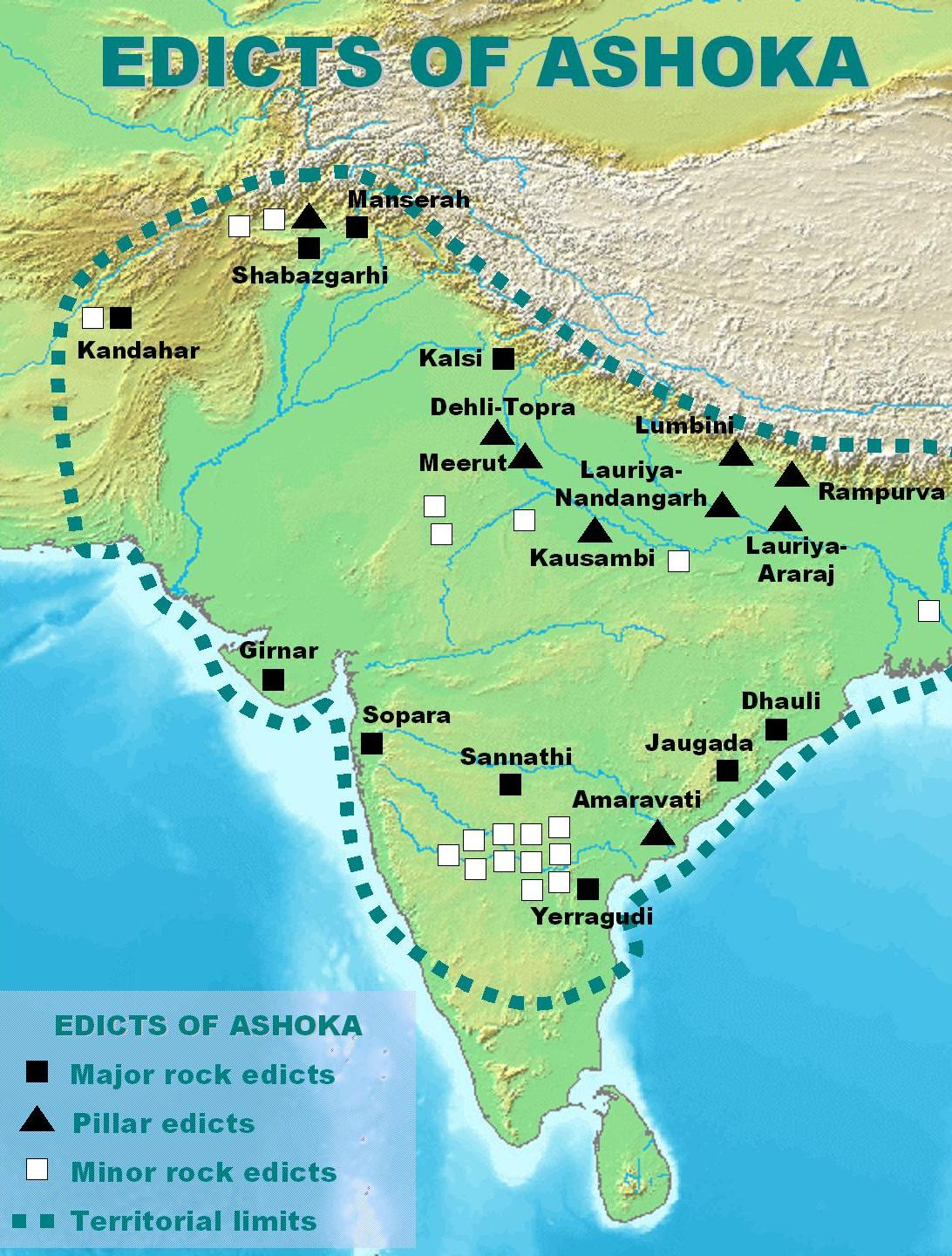
De vindplaatsen van de Edicten van Aśoka

Het jaar 250 v.Chr. is een jaartal in de 3e eeuw v.Chr. volgens de christelijke jaartelling.

## Gebeurtenissen

### Egypte
- Ptolemaeus II Philadelphus verzoekt de Griekse Joden in Alexandrië, de Hebreeuwse Bijbel (bekend als het Oude Testament) door zeventig tolken te laten vertalen in het Septuagint.

### Europa
- De Gallische stam de Parisii vestigt zich op een versterkte eiland in de Seine (het huidige Ile de la Cité) en sticht het vissersdorp Lutetia (thans Parijs).

### Griekenland
- Ktesibios van Alexandrië maakt een geraffineerde versie van het wateruurwerk (clepsydra).

### Perzië
- Arsaces I verklaart zich onafhankelijk van de Seleuciden en sticht het Parthische Rijk. De Arsaciden-dynastie wordt naar hem genoemd.

### India
- In het Mauryarijk vindt in de hoofdstad Patliputra de Derde Raadsvergadering van het boeddhisme plaats.
- Keizer Ashoka de Grote stuurt groepen monniken naar de 'nieuwe wereld', waaronder Bactrië, Myanmar, Nepal, Thailand en Sri Lanka.

## Overleden
- Erasistratos (~305 v.Chr. - ~250 v.Chr.), Grieks geneeskundige (55)
- Theocritus (~310 v.Chr. - ~250 v.Chr.), Grieks dichter (60)
- Timaeus (~345 v.Chr. - ~250 v.Chr.), Grieks historicus (95)